# 阿容河畔巴讷维尔
阿容河畔巴讷维尔（法語：Banneville-sur-Ajon，法語發音：[banvil syʁ aʒɔ̃] ⓘ）是法国卡尔瓦多斯省的一个旧市镇，属于卡昂区。2016年，阿容河畔巴讷维尔与市镇圣阿尼昂-勒马莱尔布合并为新市镇阿容河畔马莱尔布。

## 地理
阿容河畔巴讷维尔（49°3'46"N, 0°34'11"W）面积5.63 平方千米，位于法国诺曼底大区卡爾瓦多斯省，该省份为法国西北部沿海省份，北濒大西洋英吉利海峡，东北与滨海塞纳省以海上边界相接，东临厄尔省，南至奧恩省，西与芒什省接壤。
与阿容河畔巴讷维尔接壤的市镇（或旧市镇、城区）包括：阿容河畔朗德、阿容河畔迈松塞勒、勒梅尼勒欧格兰、圣阿尼昂-勒马莱尔布、瓦科涅-讷伊。

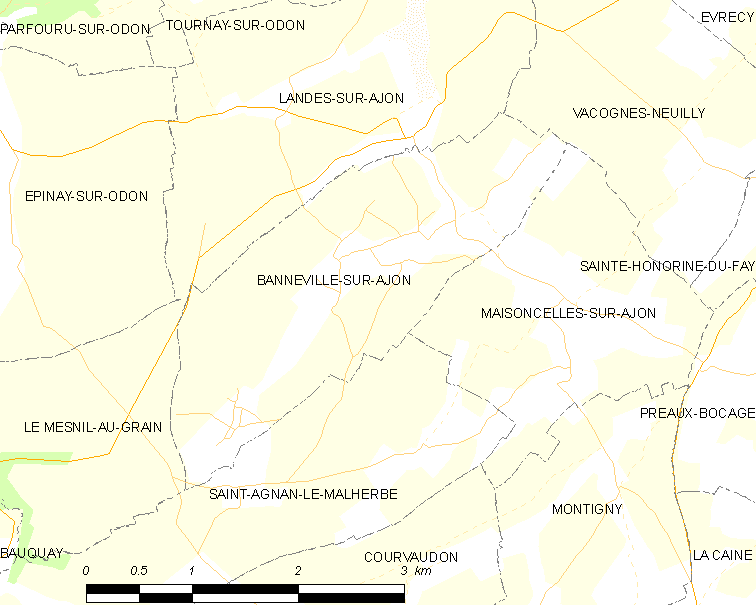
阿容河畔巴讷维尔的OSM定位图

阿容河畔巴讷维尔的时区为UTC+01:00、UTC+02:00（夏令时）。

## 行政
阿容河畔巴讷维尔的邮政编码为14260，INSEE市镇编码为14037。

## 政治
阿容河畔巴讷维尔所属的省级选区为莱蒙多奈县。

## 人口

1962-2008年间阿容河畔巴讷维尔人口变化图示

阿容河畔巴讷维尔于2018年1月1日时的人口数量为434人。